# Need To
Need To – drugi singel amerykańskiej grupy nu-metalowej Korn. „Need To” jest o byciu zakochanym w kimś i strachu podejścia i zagadania do nich, dlatego że mogą cię zacząć nienawidzić lub unikać.